# Геленкамп
Геленкамп (нім. Gölenkamp) — громада в Німеччині, розташована в землі Нижня Саксонія. Входить до складу району Графство Бентгайм. Складова частина об'єднання громад Юльзен.
Площа — 20,95 км2. Населення становить 577 ос. (станом на 31 грудня 2021).